# Palpimanus
Palpimanus is een geslacht van spinnen uit de  familie van de Palpimanidae.

## Soorten
- Palpimanus aegyptiacus Kulczynski, 1909
- Palpimanus argentinus Mello-Leitão, 1927
- Palpimanus armatus Pocock, 1898
- Palpimanus aureus Lawrence, 1927
- Palpimanus canariensis Kulczynski, 1909
- Palpimanus capensis Simon, 1893
- Palpimanus crudeni Lessert, 1936
- Palpimanus cyprius Kulczynski, 1909
- Palpimanus gibbulus Dufour, 1820
- Palpimanus giltayi Lessert, 1936
- Palpimanus globulifer Simon, 1893
- Palpimanus hesperius Simon, 1907
- Palpimanus leppanae Pocock, 1902
- Palpimanus lualabanus Benoit, 1974
- Palpimanus maroccanus Kulczynski, 1909
- Palpimanus meruensis Tullgren, 1910
- Palpimanus namaquensis Simon, 1910
- Palpimanus nubilus Simon, 1910
- Palpimanus orientalis Kulczynski, 1909
- Palpimanus paroculus Simon, 1910
- Palpimanus potteri Lawrence, 1937
- Palpimanus processiger Strand, 1913
- Palpimanus pseudarmatus Lawrence, 1952
- Palpimanus punctatus Kritscher, 1996
- Palpimanus sanguineus Strand, 1907
- Palpimanus schmitzi Kulczynski, 1909
- Palpimanus simoni Kulczynski, 1909
- Palpimanus sogdianus Charitonov, 1946
- Palpimanus stridulator Lawrence, 1962
- Palpimanus subarmatus Lawrence, 1947
- Palpimanus transvaalicus Simon, 1893
- Palpimanus tuberculatus Lawrence, 1952
- Palpimanus uncatus Kulczynski, 1909
- Palpimanus vultuosus Simon, 1897
- Palpimanus wagneri Charitonov, 1946